# Petr Knap
Petr Knap (* 2. května 1952) je bývalý český fotbalista.

## Fotbalová kariéra
V československé lize hrál za Spartak Hradec Králové. Nastoupil v 18 ligových utkáních. Gól nedal. Působil i ve Spartě Kutná Hora a v Bohemians Praha.

## Ligová bilance
| Ročník                                   | Zápasy | Góly | Minuty | Klub                   |
| ---------------------------------------- | ------ | ---- | ------ | ---------------------- |
| 1. československá fotbalová liga 1980/81 | 18     | 0    | 1561   | Spartak Hradec Králové |
| CELKEM                                   | 18     | 0    | 1561   |                        |